# Толканджи-Кирей
Толканджи́-Кире́й (укр. Толканджи-Кірей, крымскотат. Talqancı Kirey, Талкъанджы Кирей) — исчезнувшее село в Джанкойском районе Республики Крым, располагавшееся на севере района, на берегу одного из заливов Сиваша, примерно в 2 км к юго-востоку от современного села Яснополянское.

### Динамика численности населения
- 1805 год — 58 чел.[5]
- 1900 год — 11 чел.[6]
- 1915 год — 8/3 чел.[7][8]
- 1926 год — 18 чел.[9]

## История
Первое документальное упоминание села встречается в Камеральном Описании Крыма… 1784 года, судя по которому, в последний период Крымского ханства Талакчи входил в Дип Чонгарский кадылык Карасубазар ского каймаканства. После присоединения Крыма к России (8) 19 апреля 1783 года, (8) 19 февраля 1784 года, именным указом Екатерины II сенату, на территории бывшего Крымского Ханства была образована Таврическая область и деревня была приписана к Перекопскому уезду. После Павловских реформ, с 1796 по 1802 год, входила в Перекопский уезд Новороссийской губернии. По новому административному делению, после создания 8 (20) октября 1802 года Таврической губернии, Талпанджи был включён в состав Биюк-Тузакчинской волости Перекопского уезда.
По Ведомости о всех селениях в Перекопском уезде состоящих с показанием в которой волости сколько числом дворов и душ… от 21 октября 1805 года в деревне Талпанджи числилось 10 дворов и 58 крымских татар. На военно-топографической карте генерал-майора Мухина 1817 года деревня Толканче обозначена с 5 дворами. После реформы волостного деления 1829 года Толканджи Кирей, согласно «Ведомости о казённых волостях Таврической губернии 1829 года», остался в составе Тузакчинской волости. На карте 1836 года в деревне 2 двора, а на карте 1842 года деревня записана как Толканчи Кирей (или Толканджи Кирей) и обозначена условным знаком «малая деревня», то есть, менее 5 дворов.
В 1860-х годах, после земской реформы Александра II, деревню включили в состав Бурлак-Таминской волости. По обследованиям профессора А. Н. Козловского начала 1860-х годов, в селении «… нет другой воды кроме копаней глубиною 5—6 саженей» (10—12 м). Вода в них не постоянн, притом половина копаней с пресною, а половина с солёною водою" (копань — выкопанная на месте с близким залеганием грунтовых вод яма).
Согласно «Памятной книжке Таврической губернии за 1867 год», деревня Толканжи-Кирей стояла покинутая, ввиду эмиграции крымских татар, особенно массовой после Крымской войны 1853—1856 годов, в Турцию, а на карте Шуберта 1865—1876 года на месте деревни уже обозначен господский двор Толканчи-Кирей.
После земской реформы 1890 года поселение отнесли к Богемской волости, но упоминается вновь только в «…Памятной книжке Таврической губернии на 1900 год» согласно которой в посёлке Толканжи-Кирей числилось 11 жителей в 3 дворах. По Статистическому справочнику Таврической губернии. Ч.II-я. Статистический очерк, выпуск пятый Перекопский уезд, 1915 год, на хуторе Толконджи-Кирей Богемской волости Перекопского уезда числился 1 двор с населением в количестве 8 человек приписных и 3 «посторонних» жителей, без указания национальностей, из которых 9 мужчин и 2 женщины. При хуторе числилось 50 десятин удобной земли. В хозяйстве имелось 10 лошадей, 10 волов, 6 коров и 40 голов мелкого скота.
После установления в Крыму Советской власти, по постановлению Крымревкома от 8 января 1921 года № 206 «Об изменении административных границ» была упразднена волостная система и в составе Джанкойского уезда был создан Джанкойский район. В 1922 году уезды преобразовали в округа. 11 октября 1923 года, согласно постановлению ВЦИК, в административное деление Крымской АССР были внесены изменения, в результате которых округа были ликвидированы, основной административной единицей стал Джанкойский район и село включили в его состав. Согласно Списку населённых пунктов Крымской АССР по Всесоюзной переписи 17 декабря 1926 года, 2 хутора Толканжи-Курчи-Кирей русский (3 двора, 11 жителей — 9 русских и 2 украинца) и Толканжи-Курчи-Кирей вакуф (2 двора, 7 человек, все немцы) входили в состав Тереклынского сельсовета Джанкойского района. На карте 1931 года Курчи-Кирей ещё присутствует, а на подробной карте РККА северного Крыма 1941 года на месте селения обозначена кошара.